# Marietti Editore
La casa editrice Marietti, conosciuta anche come Marietti 1820, è una società editrice italiana fondata a Torino e trasferita a Bologna nel 2017. Nel 2022 è stata acquisita dal gruppo Il Portico S.p.A.

## Storia
Fu fondata nel 1820 da Giacinto Marietti, che aprì a Torino una stamperia, con il privilegio di Vittorio Emanuele I. È una tra le più antiche case editrici italiane; per molto tempo stampò prevalentemente messali e breviari. Per un secolo e mezzo la proprietà venne gestita di padre in figlio. Distrutta durante la Seconda guerra mondiale, l'attività riprese nel 1945 a Casale Monferrato mantenendo sempre il progetto originario di una produzione prevalentemente religiosa. 
La prima crisi avvenne dopo il Concilio Vaticano II che pose fine alla liturgia in latino: la Marietti infatti pubblicava in gran parte libri in latino distribuiti in tutto il mondo. All'inizio degli anni ottanta la famiglia Marietti uscì di scena; un gruppo di imprenditori liguri intervenne per evitare la chiusura della società affidando la responsabilità editoriale a un sacerdote genovese, don Antonio Balletto. Nel 1986 la sede fu trasferita da Casale Monferrato a Genova, mantenendo il nome, e il raggio delle pubblicazioni fu ampliato. Entrarono in catalogo grandi opere di filosofia, letterature straniere, ebraica, islamica, insieme ad autori come di Hannah Arendt, Ingeborg Bachmann, Enzo Bianchi, Vittorino Andreoli, Martin Buber, Jacques Derrida, Régis Debray, Georges Didi-Hubermann, Simone Weil, Michel Foucault, Gershom Scholem, Maria Zambrano, Giorgio Pressburger, Ágnes Heller, Chiara Frugoni, Hans-Georg Gadamer, René Girard, Emmanuel Lévinas.
L'eccesso di produzione provocò un'altra crisi che mise in difficoltà la casa editrice. L'azienda subì una lunga fase di risanamento e ricapitalizzazione durata 4 anni, costata più di 6 miliardi di lire e approdata nel 1995 al primo bilancio in attivo. Flavio Repetto, l'imprenditore ligure diventato presidente e azionista di maggioranza della casa editrice, affidò nel 1996 a Giovanni Ungarelli, ex dirigente della Mondadori e della Rizzoli, il tentativo di rilancio dell'azienda. Venne ampliata la rete distributiva, sfoltito il catalogo, aperta una nuova collana economica; e fu rinnovata la grafica. Sulle copertine dei libri compariva infatti a fianco del nome Marietti anche l'anno di fondazione, 1820.
Nel 1999 la maggioranza passò a una società milanese con Repetto sempre nel ruolo di presidente; nel 2001 la sede operativa fu trasferita a Milano mentre la sede legale restava a Genova. Nel novembre 2017 il Centro editoriale dehoniano di Bologna, proprietario delle Edizioni Dehoniane Bologna (EDB), acquisì il catalogo e il marchio Marietti 1820. 
Da aprile 2023, sia EDB che Marietti 1820 diventano di proprietà del gruppo Il Portico S.p.A.